# Baker Lake
Baker Lake es una aldea canadiense situada en el territorio de Nunavut.

## Superficie
Baker Lake tiene una superficie de 179,54 km².

## Demografía
En 2021, tenía 2061 habitantes, una densidad poblacional de 11,5 hab./km², y 661 viviendas.